# Wälder auf dem Leuscheid
Koordinaten: 50° 44′ 26″ N, 7° 30′ 40″ O
Das Naturschutzgebiet Wälder auf dem Leuscheid liegt auf dem Gebiet der Gemeinden Eitorf und Windeck im Rhein-Sieg-Kreis in Nordrhein-Westfalen. Das Gebiet erstreckt sich südöstlich des Kernortes Eitorf und südwestlich des Kernortes Windeck. Am südwestlichen Rand des Gebietes liegt der Eitorfer Ortsteil Obereip. Westlich des Gebietes verläuft die Landesstraße L 86 und östlich die L 147. Am südlichen Rand verläuft die Landesgrenze zu Rheinland-Pfalz und am nördlichen Rand des östlichen Bereiches fließt die Sieg.

## Bedeutung
Das etwa 1389,5 ha Gebiet wurde im Jahr 2004 unter der Schlüsselnummer SU-079 unter Naturschutz gestellt. Schutzziele sind
- der Erhalt naturnaher Bachauenbereiche mit Feuchtgrünland,
- der Erhalt naturnaher Waldbäche und ihrer Quellgebiete,
- der Schutz und die Erhaltung des naturnahen Fließgewässersystems,
- die Erhaltung und Entwicklung naturnaher Wälder, insbesondere bachbegleitender Auenwälder, Umwandlung der Fichtenforste in standortgerechten Laubwald,
- der Erhalt naturnaher Bachauenbereiche,
- der Erhalt und die Wiederherstellung der gut ausgebildeten z. T. alten Hainsimsen-Buchenwälder, insbesondere der Umwandlung der vorhandenen Fichtenbestände in bodenständige Hainsimsen-Buchenwälder und
- der Erhalt von Alt- und Totholz.[2]